# Север (САД)
Север (енгл. the North) је регион у САД.

## Државе севера
- Мејн
- Вермонт
- Њу Хемпшир
- Масачусетс
- Род Ајланд
- Конектикат
- Њујорк
- Њу Џерзи
- Пенсилванија
- Охајо
- Индијана
- Илиноис
- Мичиген
- Висконсин
- Ајова
- Минесота